# Aporia monbeigi
Aporia monbeigi is een vlindersoort uit de familie van de Pieridae (witjes), onderfamilie Pierinae.
Aporia monbeigi werd in 1917 beschreven door Oberthür.